# Perucho Figueredo

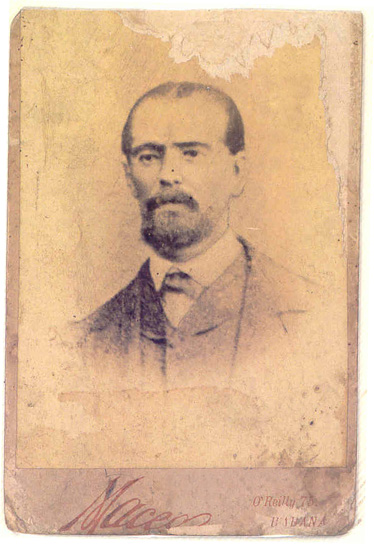
Imagem de Perucho.

Pedro Felipe Figueredo, mais conhecido como Perucho (Bayamo, 18 de fevereiro de 1818 - Santiago de Cuba, 17 de agosto de 1870) é o compositor do Hino nacional de Cuba, La Bayamesa. 
Mártir cubano foi revolucionário activo nas guerras independentistas de Cuba. Foi um poeta, músico e guerreiro pela liberdade no século XIX.  Na década de 1860, ele foi ativo no planejamento da Guerra dos Dez Anos.
É feito prisioneiro em 11 de Agosto de 1870 e ao enfrentar as tropas espanholas para sua execução exclama:"
| “ | Disparem! Que morrer pela Pátria é Viver! | ” |